# 權恩美
權 恩美（クォン・ウンミ、朝鮮語: 권은미、1956年 - ）は、大韓民国の梨花女子大学校 教授。